# Girouxville
Girouxville è un villaggio del Canada, situato nella regione settentrionale dell'Alberta.